# Amador Pines
Amador Pines statisztikai település az USA Kalifornia államában, Amador megyében. Lakosainak száma 1118 fő (2020. április 1.).

## Népesség
A település népességének változása:

| 2020 | 1 118 |